# Aporige
Apwarukei (Aporidge, Aporige, Dixie Valley people), pleme američkih Indijanaca iz skupine Atsugewi, porodica Palaihnihan, nastanjeni u sjevernoj Kaliforniji u dolinama Dixie i Little Valley. Teritoriju Aporidga pripadaju jezera Horse, Eagle i manje jezerce Butte. na zapadu su im susjedi Atsuge, na jugu Maidu i na sjeveru Ajumawi, Atuami i Hammawi. Danas čine jednu od 11 autonomnih bandi plemena Pit River Tribe (Ajumawi-Atsugewi Nation), a žive na rezervatima sjeverne Kalifornije.

## Vanjske poveznice
- Karta[neaktivna poveznica]